# جنگل حفاظت‌شده باتیر-خان
جنگل حفاظت‌شده باتیر-خان (به لاتین: Baltyr-Khan Forest Reserve) یک جنگل در قرقیزستان است که در استان جلال‌آباد واقع شده‌است.